# Conferència de supercomputació ACM/IEEE
SC (anteriorment Supercomputing), la International Conference for High Performance Computing, Networking, Storage and Analysis, és la conferència anual establerta el 1988 per l'Associació per a la Maquinària Informàtica i la IEEE Computer Society. L'any 2019, en total hi van participar unes 13.950 persones; el 2022, l'assistència s'havia remuntat a 11.830 tant presencials com en línia. La conferència sense ànim de lucre està dirigida per un comitè d'aproximadament 600 voluntaris que passen aproximadament tres anys organitzant cada conferència.

## Patrocini i Govern
SC està patrocinat per l'Associació per a la Maquinària Informàtica i l'IEEE Computer Society. Des de la seva formació fins al 2011, el patrocini d'ACM es va gestionar a través del Grup d'Interès Especial sobre Arquitectura de Computadors (SIGARCH) d'ACM. Els patrocinadors s'enumeren a cada pàgina del procediment a l'ACM DL; veure per exemple. A partir del 2012, ACM va començar el procés de transició del patrocini de SIGARCH al recentment format Grup d'Interès Especial en Informàtica d'Alt Rendiment (SIGHPC). Aquesta transició es va completar després de SC15, i per a SC16 el patrocini de l'ACM es va confiar exclusivament a SIGHPC (el patrocini IEEE no va canviar). La conferència és sense ànim de lucre.
La conferència es regeix per un comitè de direcció que inclou representants de les societats patrocinadores, el president general de la conferència actual, els presidents generals dels dos anys anteriors, els presidents generals dels dos anys de la conferència següents i un nombre de membres electes. Tots els membres del comitè de direcció són voluntaris, a excepció dels dos representants de les societats patrocinadores, que són empleats d'aquestes societats. El comitè selecciona el president general de la conferència, aprova el pressupost de la conferència de cada any i és responsable d'establir la política i l'estratègia de la conferència.

## Components de la conferència
Tot i que cada comitè de la conferència introdueix lleugeres variacions en el programa cada any, els components bàsics de la conferència es mantenen pràcticament sense canvis d'any en any.